# Cuartel Palermo

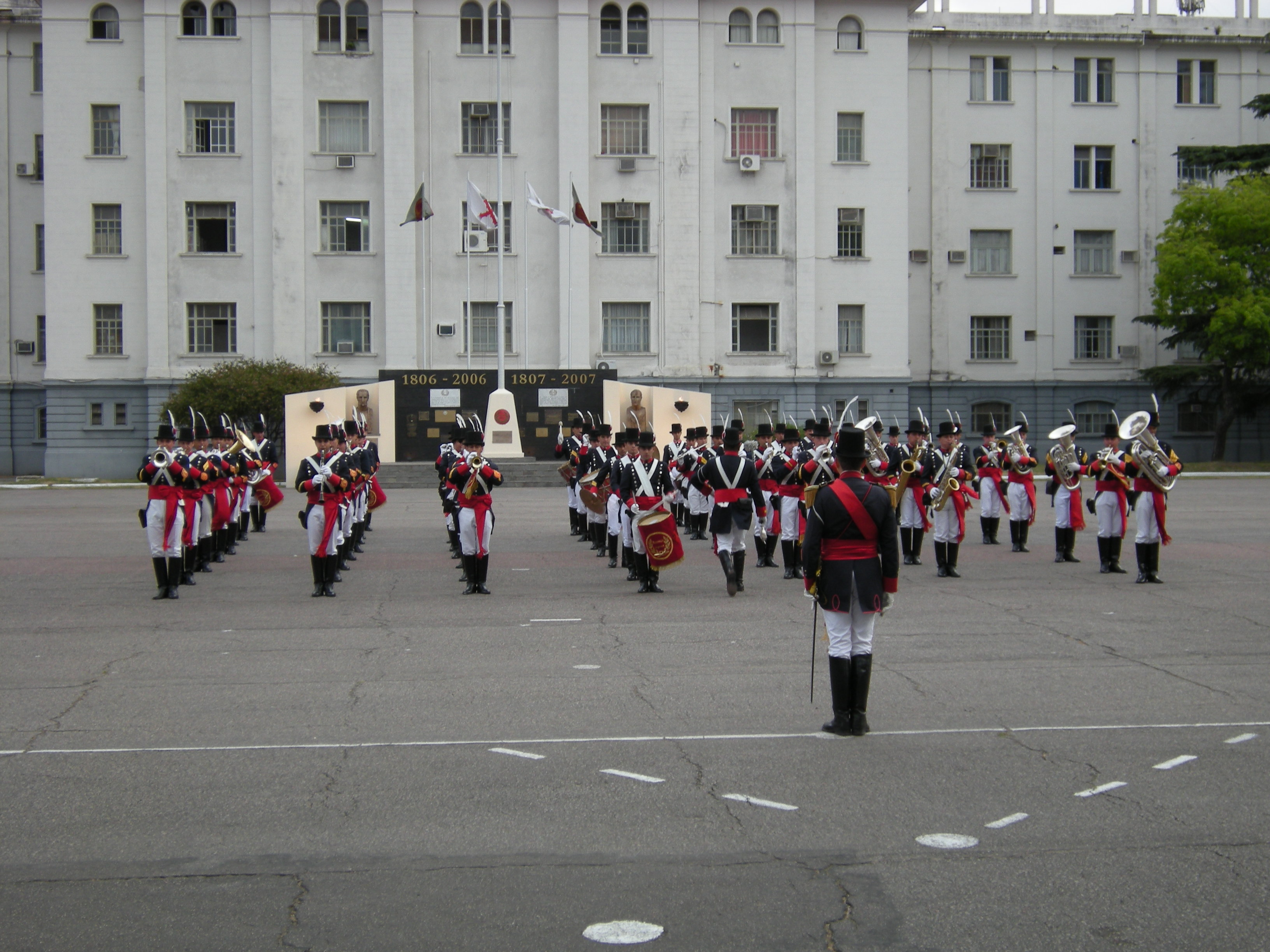
La banda militar "Tacuarí" del RI-1 en la plaza de armas.

El Cuartel "Palermo" es un conjunto de instalaciones del Ejército Argentino en la Ciudad de Buenos Aires, que actualmente sirve como lugar de asiento del RI-1 "Patricios", en la intersección de Av. Santa Fe y Av. Bullrich; y del Regimiento de Granaderos a Caballo "Gral. San Martín", en Av. Luis María Campos 560; en el marco de la guarnición militar Buenos Aires.

## Historia
Este cuartel militar en la Capital Federal se constituye en el año 1935 en el lugar de asiento de la 1.ª División de Infantería, conformada por el RI 1 "Patricios" y el RI 2 "Gral. Balcarce".
En el año 1960 se instala la sede del Comando del I Cuerpo de Ejército (Cpo Ej I), unidad de combate. En 1965 es desactivada la 1.ª División de Infantería creandose el Comando de Brigada de Infantería X "Tte. Gral. Nicolás Levalle". El RI 2 se muda a Córdoba.
En 1975 el I Cuerpo de Ejército creó la Zona de Defensa 1 por Directiva 404 del Comando General del Ejército. El 21 de mayo de 1976 el Comando emitió la Directiva 405 por la cual se creó la Zona de Defensa IV, con jurisdicción en una porción que pertenecía a la Zona I. El Cuartel Palermo quedó encuadrado en el Área II de la Subzona Capital Federal.
En 1977 se estableció el Centro de Concentración «Palermo» para contribuir a las operaciones represivas.
En el año 1979 el Comando de Brigada de Infantería X abandona las instalaciones de Palermo estableciendo su nuevo comando en La Plata. En 1984 se desactiva el Cuerpo de Ejército I. El cuartel militar pasaba esta manera a estar ocupado por el RI 1 "Patricios" y el RGC "Gral. San Martín".
El 3 de diciembre de 1990, un grupo de militares rebeldes "carapintadas" tomaron por la fuerza el RI 1, en el marco de una serie de levantamientos militares.